# Girl (Dannii Minogue-album)
A Girl Dannii Minogue ausztrál énekesnő harmadik stúdióalbuma. Az Egyesült Királyságban és más európai országban 1997. szeptember 8-án jelent meg. Az albumon négy kislemez szerepel, az „All I Wanna Do”, az „Everything I Wanted”, a „Disremembrance” és a „Coconut”. A kiadvány csak Ausztráliában jelent meg. Az albumot tíz évvel az első megjelenése után, 2007. november 7-én újra kiadták.

## Számlista
|     | Cím                                | Szerző(k)                                                                    | Hossz |
| --- | ---------------------------------- | ---------------------------------------------------------------------------- | ----- |
| 1.  | All I Wanna Do                     | Brian Higgins, Stuart McLennan, Tim Powell, Matt Gray                        | 4:28  |
| 2.  | Heaven Can Wait                    | Higgins, McLennan, Powell, Gray                                              | 3:40  |
| 3.  | So in Love with Yourself           | Paul Barry, Mark Taylor, Steve Torch                                         | 5:06  |
| 4.  | Am I Dreaming?                     | Barry, Taylor, Graham Stack, Torch                                           | 4:10  |
| 5.  | Everybody Changes Underwater       | Dannii Minogue, Ian Masterson, David Green                                   | 6:36  |
| 6.  | Everything I Wanted                | Minogue, Taylor, Torch                                                       | 4:38  |
| 7.  | If It Moves – Dub It               | Minogue, Higgins, McLennan, Powell, Gray                                     | 6:32  |
| 8.  | Disremembrance                     | Masterson, Green                                                             | 4:06  |
| 9.  | It's Amazing                       | Higgins, McLennan, Powell, Gray                                              | 5:05  |
| 10. | Movin' Up / Coconut (hidden track) | Lars Erlandsson, Fredrik Lenander, Bella Morel, David Kreuger, Per Magnusson | 11:08 |

| 11. | Someone New | Masterson, Green | 9:22 |
| 12. | Coconut     | Harry Nilsson    | 4:51 |

| 1.  | All I Wanna Do                                  |                                 | 4:28 |
| 2.  | Heaven Can Wait                                 |                                 | 3:40 |
| 3.  | So in Love with Yourself                        |                                 | 5:06 |
| 4.  | Am I Dreaming?                                  |                                 | 4:10 |
| 5.  | Everybody Changes Underwater                    |                                 | 6:36 |
| 6.  | Everything I Wanted                             |                                 | 4:38 |
| 7.  | If It Moves – Dub It                            |                                 | 6:32 |
| 8.  | Disremembrance                                  |                                 | 4:06 |
| 9.  | It's Amazing                                    |                                 | 5:05 |
| 10. | Movin' Up (Extended Mix)                        |                                 | 5:50 |
| 11. | Keep Up with the Good Times                     | Higgins, McLennan, Powell, Gray | 4:19 |
| 12. | Someone New (Flexifingers Radio Edit)           |                                 | 3:46 |
| 13. | Coconut                                         |                                 | 4:48 |
| 14. | All I Wanna Do (Trouser Enthusiasts Radio Edit) |                                 | 4:12 |
| 15. | Everything I Wanted (Xenomania Radio Edit)      |                                 | 4:47 |
| 16. | Disremembrance (Trouser Enthusiasts Radio Edit) |                                 | 4:29 |

| 1.  | All I Wanna Do (12" Extended Mix)                    | 6:52  |
| 2.  | Everything I Wanted (Xenomania 12" Club Mix)         | 7:07  |
| 3.  | Heaven Can Wait (Trouser Enthusiasts Cloud Nine Mix) | 12:10 |
| 4.  | Disremembrance (Full Orchestral 12" Mix)             | 9:29  |
| 5.  | All I Wanna Do (Qattara's Club Mix)                  | 10:08 |
| 6.  | Everything I Wanted (Jupiter 6 Soul Surround Mix)    | 6:50  |
| 7.  | Disremembrance (Twyce as Nyce Club Mix)              | 6:06  |
| 8.  | Movin' Up (Getting Harder Mix)                       | 5:51  |
| 9.  | Keep Up with the Good Times (Xenomania 12" Mix)      | 6:47  |
| 10. | All I Wanna Do (Tiny Tim & The Mekon Dream Dub)      | 7:45  |

## Albumlistás helyezések
| Albumlista (1997)                    | Legjobb helyezés |
| ------------------------------------ | ---------------- |
| Ausztrália (ARIA Charts)             | 69               |
| Egyesült Királyság (UK Albums Chart) | 57               |

## Közreműködők
| - Dannii Minogue – vokál, háttérvokál, dalszerző - Terry Ronald – háttérvokál - Jackie Rawe – háttérvokál - Kylie Minogue – háttérvokál („So in Love with Yourself”) - Paul Lewis – háttérvokál - Diane Charlemagne – háttérvokál - Suzanne Rhatigan – háttérvokál - Owen Parker – gitár - Julian Dunkley – gitár - Drew Milligan – programozási - Sally Herbert – húrok - Margaret Roseberry – húrok - Jules Singleton – hegedű - Anna Hemery – hegedű - Anne Wood – hegedű - Anne Stephenson – hegedű - Jackie Norrie – hegedű - Gini Ball – hegedű | - Jocelyn Pook – mélyhegedű - Claire Orsler – mélyhegedű - Ellen Blair – mélyhegedű - Dinah Beamish – cselló - Nick Cooper – cselló - Billy McGee – nagybőgő - Gary Williams – basszusgitár - Mark McGuire – hangmérnök - Paul Barry – dalszerző - Steve Torch – dalszerző - Stuart McLennan – dalszerző, producer asszisztens, háttérvokál - Tim Powell – dalszerző, producer asszisztens - Graham Stack – producer, dalszerző - Brian Higgins – producer, dalszerző - Matt Gray – producer, dalszerző - David Green – producer, dalszerző - Ian Masterson – producer, dalszerző - Mark Taylor – producer, dalszerző |